# Чемпионат мира по фигурному катанию 1898
Чемпионат мира по фигурному катанию 1898 года был проведён Международным союзом конькобежцев в Лондоне, Великобритания. На тот момент фигурное катание представляли только мужчины.
Впервые чемпионат мира проводился на закрытом катке. В нём принял участие первый чемпион Гилберт Фукс (Германия), который на сей раз занял 3-е место. Победил шведский фигурист Хеннинг Гренандер. По обязательным фигурам он был лишь третьим, но выиграл произвольное катание и таким образом завоевал титул чемпиона. После этого чемпионата Гренандер завершил спортивную карьеру.

## Результаты
| Место | Имя               | Страна         | Обязательные фигуры | Произвольное катание | Сумма мест |
| ----- | ----------------- | -------------- | ------------------- | -------------------- | ---------- |
| 1     | Хеннинг Гренандер | Швеция         | 3                   | 1                    | 10         |
| 2     | Густав Хюгель     | Австрия        | 1                   | 3                    | 13         |
| 3     | Гилберт Фукс      | Германия       | 2                   | 2                    | 13         |
| 4     | Г. К. Хольт       | Великобритания | 4                   | 4                    | 24         |